# Андреев, Борис Дмитриевич
Бори́с Дми́триевич Андре́ев (6 октября 1940, Москва — 9 июля 2021) — советский инженер-космонавт центрального конструкторского бюро (ЦКБЭМ) в период с 1972 по 1983 годы. Опыта полёта в космос не имел.

## Биография

### Деятельность до зачисления в отряд космонавтов
В 1958 году окончил 10 классов средней школы #1 в г. Калининграде (ныне Королёв), после чего поступил в Московское Высшее Техническое училище (МВТУ) имени Н. Э. Баумана. Выпустился в 1964 году со специальностью «инженер-механик систем автоматического регулирования» (кафедра гидропневмоэлектроавтоматики). В 1965 году окончил специальные курсы по углублённому изучению английского языка при училище.
С 18 ноября 1965 года по апрель 1967 года — инженер отдела научно-технической информации в ОКБ-1, затем 10-го и 333-го отдела ЦКБЭМ. С 5 апреля 1967 года — исполняющий обязанности заместителя начальника отдела научно-технической информации, с 14 августа 1968 года — временно исполняющий обязанности начальника 803-го отдела. С 27 мая 1969 года — ведущий инженер 241-го отдела, с 1 января 1972 года — 731-го отдела, где занимался разработкой и испытаниями элементов систем автоматического управления.

С 1969 года — член КПСС.

### Космическая подготовка
11 ноября 1971 года после медицинского обследования в Институте медико-биологических проблем РАН, получил заключение комиссии о своей годности к спецтренировкам. 22 марта 1972 года решением ГМВК отобран в отряд космонавтов ЦКБЭМ, космонавт-испытатель 731-го отдела, с 11 октября 1973 года — 071-го отдела, с 1 марта 1975 года — 111-го отдела, с 1 февраля 1977 года — 110-го отдела, с 1 марта 1982 года — 291-го отдела.
С декабря 1972 по май 1973 года в составе группы космонавтов проходил подготовку по программе полёта «Аполлон»—"Союз" (ЭПАС). В марте 1973 года был назначен бортинженером четвёртого (резервного) экипажа «Союза» (командир — Владимир Джанибеков). С мая 1973 по июнь 1974 года проходил подготовку в качестве бортинженера третьего (резервного) экипажа для испытательного полета на КК 7К-ТМ (№ 72), однако этот корабль был запущен 12 августа 1974 года в беспилотном варианте как «Космос-672».
В июле 1973 года вместе с американскими астронавтами проходил подготовку в Космическом центре имени Л. Джонсона. В период с июня по ноябрь 1974 года проходил подготовку в качестве бортинженера 3-го экипажа КК 7К-ТМ № 73 («Союз-16»). 2 декабря 1974 года — 2-й дублёр бортинженера «Союза-16» Н. Н. Рукавишникова. С декабря 1974 по июнь 1975 года продолжал подготовку в качестве бортинженера 4-го экипажа корабля «Союз-19» по программе ЭПАС вместе с В. А. Джанибековым. 15 июля 1975 года — 3-й дублёр бортинженера КК «Союз-19» В. Н. Кубасова.
С января по сентябрь 1976 года совместно с Леонидом Поповым проходил подготовку в качестве бортинженера 3-го (резервного) экипажа КК «Союз-22». 15 сентября 1976 года — второй дублёр бортинженера КК «Союз-22» В. В. Аксёнова.
С октября 1976 по октябрь 1977 года совместно с Л. И. Поповым проходил подготовку в качестве бортинженера одного из резервных экипажей по программе долговременной орбитальной станции (ДОС) «Салют-6». В октябре 1977 года, после неудачного полета «Союза-25», было принято решение, что отныне в каждом экипаже должен быть хотя бы один космонавт с опытом полёта. Все экипажи были переформированы. В экипаже Л. И. Попова он был заменён на Валентина Лебедева. В составе нового экипажа с командиром Вячеславом Зудовым с января 1978 по февраль 1979 года проходил подготовку в качестве бортинженера 3-го экипажа по программе 3-й основной экспедиции на «Салют-6». 25 февраля 1979 года — 2-й дублёр бортинженера КК «Союз-32» Валерия Рюмина.
С мapта 1979 по март 1980 года проходил подготовку в качестве бортинженера дублирующего экипажа по программе 4-й основной экспедиции на «Салют-6» совместно с В. Д. Зудовым. 9 апреля 1980 года — дублёр бортинженера КК «Союз-35» В. В. Рюмина.
С сентября 1980 по февраль 1981 года проходил подготовку в качестве бортинженера одного из трёх экипажей по программе 5-й основной экспедиции на «Салют-6». В феврале 1981 года по результатам госэкзаменов и из-за необходимости полёта опытного космонавта, экипаж Зудов—Андреев был назначен дублирующим. 13 марта 1981 года — дублёр бортинженера КК «Союз Т-4» Виктора Савиных.
5 сентября 1983 года отчислен из отряда космонавтов НПО «Энергия» по медицинским причинам.

### Работа после выбытия из отряда космонавтов
С 5 сентября 1983 года — ведущий инженер 045-го, а с 8 января 1985 года — 047-го отдела НПО «Энергия».
С 17 марта 1986 года — заместитель начальника 047-го отдела (с 27 февраля 1987 года переименован в 747-й отдел), где занимался общими вопросами по созданию космической системы «Буран»).
С 22 июня 1990 года — старший научный сотрудник 754-го отдела.
13 августа 1993 года — уволился из НПО «Энергия» по собственному желанию.
Работал ведущим инженером службы средств протезирования ОАО РКК «Энергия».

### Достижения, звания и награды
- В 1957 году получил 2-й разряд по лёгкой атлетике (бег на короткие дистанции).
- С 28 июня 1974 года — старший лейтенант запаса.
- Имеет 2 юбилейные медали, медаль имени Ю. А. Гагарина Федерации космонавтики СССР (1981), медаль имени С. П. Королёва Федерации авиаспорта СССР, медаль «Ветеран труда РКК „Энергия“», знак «Заслуженный специалист РКК „Энергия“».

### Семья
- Отец — Андреев Дмитрий Ефимович (1915—1976), участник и инвалид Великой Отечественной войны, заведующий овощехранилищем в г. Калининград Московской области
- Мать — Замышляева Наталия Михайловна (1921—2009), бывший начальник группы на заводе экспериментального машиностроения
- Жена (первая) — Иванова (Разорёнова) Инна Петровна (1941 г.р.)
- Жена (вторая) — Андреева (Полянская) Тамара Васильевна (1946 г.р.), инженер НПО «Энергия»
- Сын — Андреев Дмитрий Борисович (1969 г.р.), предприниматель
- Дочь — Мамонтовская (Андреева) Татьяна Борисовна (1972 г.р.), домохозяйка